# جو مک‌انیلی
جو مک‌انیلی (انگلیسی: Joe McAninly; ۱۵ ژانویهٔ ۱۹۱۳ – مه ۱۹۸۹ (۷۶ ساله)) بازیکن فوتبال اهل بریتانیا بود.
از باشگاه‌هایی که در آن بازی کرده‌است می‌توان به باشگاه فوتبال چسترفیلد، باشگاه فوتبال لیتون اورینت، باشگاه فوتبال دارلینگتون، و باشگاه فوتبال هادرزفیلد تاون اشاره کرد.